# Sylvan Lake (Alberta)
Sylvan Lake é uma vila localizada na Região Central da província de Alberta no Canadá. Está situada a 25 quilômetros a oeste da cidade de Red Deer ao longo da estrada 11 ou da estrada 11A. Ela está situada na borda sudeste do Lago Sylvan (um lago de água doce de 15 quilômetros, no Condado de Red Deer).
O lago é um destino popular para turistas de Alberta, com mais de 1,5 milhões de visitantes a cada ano. Atividades turísticas populares incluem banhos de sol, natação, esqui aquático e jogos.